# ۸۶۷-۵۳۰۹/جنی
«۵۳۰۹–۸۶۷/جنی» (به انگلیسی: 867-5309/Jenny) ترانه‌ای از گروه پاور پاپ تامی توتن و یکی از قطعه‌های آلبوم تامی توتن ۲ است که در سال ۱۹۸۱ منتشر شد. ترانهٔ «جنی» را الکس کال و جیم کِلِر نوشته‌اند.
ترانه داستان عاشقانهٔ پسری را روایت می‌کند که شمارهٔ تلفن دختری به‌نام «جنی» را روی دیوار سرویس بهداشتی می‌بیند و در به در دنبال او می‌گردد. در زمان انتشار این قطعه شایعاتی رواج پیدا کرد مبنی بر این‌که اعضای تامی توتُن ترانه را برای دختری به نام جنی نوشته‌اند که شماره تماسش را روی دیوار اتاق آقایان نوشته بوده‌است. اما در واقعیت نه جنی وجود داشت و نه شماره تلفنی روی دیوار و اعضای گروه فقط بنا به خواست کمپانی طرف قرارداشان ترانه‌ای با این سناریو ساختند.
«جنی» در زمان انتشارش در ایالات متحده صدرنشین جدول مین‌استریم راک بیلبورد شد و تا ردهٔ چهارم جدول بیلبورد هات ۱۰۰ صعود کرد. پیامد محبوبیت ترانه این بود که تا مدت‌ها افرادی به شمارهٔ ۵۳۰۹–۸۶۷ تلفن می‌زدند و سراغ جنی را می‌گرفتند. این شوخی تا به آن‌جا ادامه پیدا کرد که بعضی افرادی که شمارهٔ تلفن واقعی‌شان این عدد بود برای خلاصی از مزاحمت‌ها مجبور شدند آن را تغییر دهند.

## موقعیت در جدول‌های فروش
| چارت (۱۹۸۲)                           | بالاترین جایگاه |
| ------------------------------------- | --------------- |
| استرالیا (کنت میوزیک ریپورت)          | ۲۲              |
| تک‌آهنگ‌های برتر کانادا (آرپی‌ام)        | ۲               |
| نیوزیلند (ریکوردد میوزیک ان‌زد)        | ۳۲              |
| بیلبورد هات ۱۰۰ ایالات متحده          | ۴               |
| راک جریان اصلی ایالات متحده (بیلبورد) | ۱               |
| ایالات متحده ۱۰۰تای برتر مجلهٔ کَش‌باکس  | ۵               |

| چارت (۱۹۸۲)                       | جایگاه |
| --------------------------------- | ------ |
| تک‌آهنگ‌های برتر مجلهٔ آرپی‌اِم کانادا | ۲۰     |
| بیلبورد هات ۱۰۰                   | ۱۶     |
| ۱۰۰تای برتر مجلهٔ کَش‌باکس           | ۳۸     |